# Habitatge al carrer Metge Pi, 23 (Begur)
L'Habitatge al carrer Metge Pi, 23 és una obra eclèctica de Begur (Baix Empordà) inclosa a l'Inventari del Patrimoni Arquitectònic de Catalunya.

## Descripció
Gran edifici cantoner de planta irregular, construït adaptant-se al desnivell del terreny. El cos més important és de planta baixa i dos pisos. La façana principal es divideix verticalment en tres parts: la central ocupa un pla més retirat, que permet un pati amb tanca que unifica el conjunt amb els cossos laterals. La tanca té una porta de pedra adovellada d'arc de ig punt amb la coau de l'arc incisa amb la data del 1699. El cos central presenta una distribució simètrica de les obertures (d'arc de mig punt a la planta baixa, carpanell al primer pis i escarser a la galeria del segon pis). Al cos esquerre les obertures són rectangulars, i la mateixa tipologia presenta el de la dreta, arrodonit en la confluència dels carres metge Pi i Vera. A la façana de carrer Vera hi ha un mur amb una obertura moderna per a garatge que dona accés a les dependencies posteriors.